# Прощание с Матёрой
«Прощание с Матёрой» — повесть Валентина Распутина, издана в 1976 году в журнале «Наш современник» (№ 10, 11).

## Сюжет
Действие книги происходит в 1960-х годах в деревне Матёра, расположенной на одноимённом острове посередине реки Ангары. В связи со строительством Братской ГЭС деревня должна быть затоплена, а жители переселены.
Многие люди не хотят оставлять Матёру, в которой провели всю свою жизнь. Это преимущественно старики, принимающие согласие на затопление деревни как измену предкам, похороненным в родной земле. Главная героиня, Дарья Пинигина, белит свою избу, которую через несколько дней предаст огню санитарная бригада, и не соглашается, чтобы сын перевёз её в город. Старушка не знает, что будет делать после гибели деревни, боится перемен. В аналогичной ситуации находятся другие старики, которые уже не в состоянии привыкнуть к городской жизни. Сосед Дарьи, Егор, вскоре после отъезда в город умирает, а его жена, Настасья, возвращается в Матёру.
Гораздо легче переносит прощание с родной землёй молодёжь — внук Дарьи, Андрей, или её соседка, Клавка. Молодое поколение верит, что в городе найдёт лучшую жизнь, не ценит родной деревни.
Книга повествует о борьбе старой и новой жизни, традиций и современной техники. Старую жизнь символизирует фантастический персонаж — Хозяин Острова, «маленький, чуть больше кошки, ни на какого другого зверя не похожий зверёк», дух, который охраняет деревню и гибнет вместе с ней, а также царский листвень, мощное дерево, которое санитары-поджигатели так и не смогли ни свалить, ни сжечь.

## Прототипы Матёры
Жители села Аталанка, где провёл детские годы Валентин Распутин, и соседних сёл предполагают, что прототипом Матёры был посёлок Горный Куй (ныне территория Балаганского района), затопленный в результате строительства Братской ГЭС.
Существовала деревня Матера на правом берегу Ангары в устье реки Шаманка, оказавшаяся в зоне затопления Усть-Илимского водохранилища.

## Персонажи книги
- Дарья Пинигина, мать Павла и бабушка Андрея. Старуха преклонных лет, прожившая всю жизнь в Матере
- Павел Пинигин, сын Дарьи, около 50 лет
- Андрей Пинигин, внук Дарьи
- Богодул, полудикий старик
- Егор Карпов, матерский крестьянин, муж Настасьи
- Настасья Карпова, жена Егора
- Сима, старуха, бабушка Кольки
- Воронцов, начальник, руководящий зачисткой территории
- Катерина, мать Петрухи (Никиты) Зотова
- Петруха Зотов, настоящее имя Никита, сын Катерины, беспутный пьяница, первым сжигает свою избу ради денег
- Колька, внук Симы
- Соня Пинигина, жена Павла, мать Андрея, невестка Дарьи
- Листвень
- Хозяин острова, мифологический дух-покровитель места, предстающий в образе небольшого дикого зверька

## Экранизации и использование повести как литературной основы
- «Прощание» (1981 год) — советский фильм, режиссёры Лариса Шепитько (погибла на подготовительном этапе съёмок летом 1979 года), Элем Климов

### Постановки
- «Прощание с Матёрой» — постановка МХАТ им. М. Горького, 1988 г., режиссёр — А. С. Борисов (в главных ролях А. П. Георгиевская, К. Ростовцева, Л. Стриженова, Л. Кудрявцева, А. Семенов, Н. Пеньков)
- «Прощание с Матёрой» — постановка Московского молодёжного театра п/р Вячеслава Спесивцева
- «Прощание с Матёрой» — Иркутский академический театр драмы им. Н. П. Охлопкова, 2017 г., постановка Геннадия Шапошникова
- «Прощание с Матёрой» — Калининградский областной драматический театр, 2022 г., постановка Натальи Ковалëвой